# Rough and Rowdy Ways
| Recensione          | Giudizio |
| ------------------- | -------- |
| AllMusic            | [ 2 ]    |
| BBC                 | [ 3 ]    |
| Consequence         | B–       |
| The Daily Telegraph | [ 5 ]    |
| The Guardian        | [ 6 ]    |
| The Independent     | [ 7 ]    |
| Mojo                | [ 8 ]    |
| NME                 | [ 9 ]    |
| Pitchfork           | 9.0/10   |
| Rolling Stone       | [ 11 ]   |

Rough and Rowdy Ways è il 39° album in studio del cantautore statunitense Bob Dylan, pubblicato il 19 giugno 2020. L'album è stato preceduto dai singoli Murder Most Foul, I Contain Multitudes e False Prophet.

## Il disco

### Descrizione
Musicalmente, si tratta di uno degli album più variegati di Dylan. In esso si mescolano canzoni folk acustiche (I Contain Multitudes, Black Rider, Mother of Muses, Key West (Philosopher Pirate)), blues elettrici (False Prophet, Goodbye Jimmy Reed, Crossing the Rubicon), una ballata (I've Made Up My Mind to Give Myself to You) e un paio di brani non convenzionali più difficili da classificare  (My Own Version of You, Murder Most Foul). Parte della musica apparentemente è stata scritta in studio: come spiegato dal batterista Matt Chamberlain in un'intervista: «[Dylan] potrebbe avere un punto di riferimento per un groove o una sensazione e poi ci incepperemo semplicemente su quello. E poi inizierà a provare a cantarci sopra, e poi si metterà al piano e aggiungerà alcuni accordi extra e lavoreremo più o meno sull'arrangiamento, e subito dopo avremo registrato la canzone».
Rough and Rowdy Ways è stato definito dai critici come uno degli album dai testi più prolissi e densi di Dylan (oltre ad includere la sua canzone più lunga in assoluto, Murder Most Foul, con i suoi quasi diciassette minuti di durata) e uno dei più coesi. La "referenzialità" delle canzoni (più evidente in Murder Most Foul, che presenta una litania di titoli di canzoni, ma anche evidente in I Contain Multitudes, My Own Version of You ed altre) è stata fatta notare dai recensori. Le canzoni sull'album spaziano in varie tematiche, come il processo creativo nell'arte, il ruolo dell'artista nella società e lo scopo dell'arte attraverso i secoli, l'assassinio di personaggi politici, e religione, morte e vita nell'aldilà.

### Registrazione
La registrazione di Rough and Rowdy Ways seguì da vicino la fine del Never Ending Tour del 2019, durante il quale egli introdusse due nuovi membri nel suo gruppo di supporto: il batterista Matt Chamberlain (che sostituì George Receli) e il chitarrista Bob Britt. Svariati critici descrissero i concerti di questo tour come i migliori di Dylan in anni.
Le dieci tracce che costituiscono Rough and Rowdy Ways furono registrate tra gennaio e febbraio 2020 presso i Sound City Studios di Los Angeles. Le sessioni di registrazione dell'album furono curate e mixate dall'ingegnere del suono Chris Shaw, che aveva precedentemente lavorato ai dischi di Dylan Modern Times (2006) e Love and Theft (2001).
Il gruppo di supporto di Dylan durante le sedute in studio consisteva nell'ultima formazione della band del Never Ending Tour. In aggiunta a Matt Chamberlain, Bob Britt e Tony Garnier, menzionati sopra, il gruppo era formato da Charlie Sexton alla chitarra e dal polistrumentista Donnie Herron. Le sessioni videro anche il contributo di "musicisti aggiuntivi" quali Blake Mills, Fiona Apple, Benmont Tench, Alan Pasqua e Tommy Rhodes. Fiona Apple e Alan Pasqua suonarono entrambi il piano in Murder Most Foul, l'unica traccia nella quale appaiono insieme, e registrarono le proprie parti in un solo giorno. «Dissi a Bob che ero molto insicura», rivelò Apple nel corso di un'intervista concessa a Pitchfork, «e lui fu davvero incoraggiante e gentile. Mi disse una cosa del tipo: "Non sei qui per essere perfetta, sei qui per essere te stessa"».
Blake Mills raccontò il processo creativo di Dylan durante la registrazione dell'album: «Una cosa che è stata incredibilmente stimolante per me in quelle sessioni è stato vedere quanto [Dylan] sia incredibilmente dedito alla storia della canzone. Tutto ciò che abbiamo fatto era nell'interesse di questo, e lui è l'unico arbitro di quanto sta facendo e di quando non è ancora arrivato al punto. Non è sempre una cosa immediatamente riconoscibile, a volte devi dormire su qualcosa di cui sei felice per un giorno o due prima di realizzare che non è dove alla fine dovrebbe essere. Ci sono state molte lezioni su come "lasciarsi andare" per me, lavorando su quell'album». Quando gli fu chiesto dell'approccio di Dylan rispetto agli approcci più "moderni" di altri musicisti, Mills aggiunse: «Per quanto riguarda l'approccio "moderno" rispetto all'approccio "classico" alla produzione di un disco, tutto quello che posso dire è che c'erano alcune cose "audaci" che abbiamo fatto e con cui siamo riusciti a farla franca in quelle sessioni che nessuno ascolta. Non intendo effetti, autotune o cose del genere. Siamo stati tutti ispirati da "vecchi" suoni e "vecchi" metodi, ma come abbiamo ottenuto quei suoni e i metodi che abbiamo utilizzato non erano in alcun modo "classici" o "corretti"».
Alla fine del 2019 Dylan contattò anche l'ex collaboratore Robbie Robertson dei The Band circa la possibilità di suonare sull'album, leggendogli persino i testi delle nuove canzoni al telefono. Ma Robertson rifiutò la proposta a causa dei troppi impegni di lavoro in altri progetti.

### Copertina
La copertina dell'album presenta una versione colorata di una fotografia in bianco e nero scattata dal fotoreporter britannico Ian Berry nel 1964. Su incarico del giornale Observer, a Berry era stato assegnato il compito di catturare immagini della "cultura nera in Inghilterra" quando scattò una foto di una coppia ben vestita che balla mentre un uomo si appoggia a un jukebox dietro di loro. Il luogo è un club underground da tempo defunto su Cable Street a Whitechapel nell'East London. Descrivendo la copertina per Rolling Stone, il giornalista musicale Andy Greene scrisse che "l'immagine scoppietta di intrighi e romanticismo". L'unica scritta ad apparire sulla copertina è il titolo dell'album, che è ampiamente creduto essere un riferimento alla canzone My Rough and Rowdy Ways del 1929 di Jimmie Rodgers.
Le copertine interne dell'album in vinile e in CD presentano una versione ritagliata e colorata di una famosa fotografia di Rodgers della Carter Family, originariamente scattata a Louisville, Kentucky, il 10 giugno 1931. La retrocopertina di entrambe le versioni presenta una fotografia in bianco e nero ritagliata e parzialmente virata in seppia di John F. Kennedy, scattata da Louis Fabian Bachrach Jr., originariamente utilizzata per promuovere il singolo Murder Most Foul nel marzo 2020. Le copertine dell'album in formato vinile contengono immagini aggiuntive dell'artwork utilizzato per i singoli I Contain Multitudes e False Prophet che non sono incluse nell'artwork del CD. Il design della grafica dell'album è accreditato a Josh Cheuse.

## Tracce
Tutte le canzoni sono state scritte da Bob Dylan.
1. I Contain Multitudes – 4:36
2. False Prophet – 6:00
3. My Own Version of You – 6:41
4. I've Made Up My Mind to Give Myself to You – 6:32
5. Black Rider – 4:12
6. Goodbye Jimmy Reed – 4:13
7. Mother of Muses – 4:29
8. Crossing the Rubicon – 7:22
9. Key West (Philosopher Pirate) – 9:34
10. Murder Most Foul – 16:54

## Formazione
- Bob Dylan – voce, chitarra, pianoforte
- Charlie Sexton – chitarra
- Bob Britt – chitarra
- Donnie Herron – steel guitar, violino, fisarmonica
- Tony Garnier – basso
- Matt Chamberlain – batteria

Musicisti aggiuntivi
- Blake Mills – chitarra, armonica in Murder Most Foul
- Benmont Tench – Organo Hammond in Key West (Philosopher Pirate) e Murder Most Foul
- Alan Pasqua – pianoforte in Murder Most Foul
- Fiona Apple – pianoforte in Murder Most Foul
- Tommy Rhodes